# Tasman (moteur de rendu)
Pour les articles homonymes, voir Tasman.
Tasman était le moteur de rendus de la version Macintosh de Microsoft Internet Explorer. Il était bien plus respectueux des standards que son homologue pour Windows, Trident, comme en témoigne la page d'OpenWeb dédiée aux navigateurs "alternatifs". C'est notamment le premier navigateur à supporter complètement (à plus de 99 %) CSS1.